# Britannia Hospital
Britannia Hospital è un film del 1982 diretto da Lindsay Anderson. Si tratta di una black comedy che prende di mira il National Health Service e la società inglese del tempo.
Fu presentato in concorso al 35º Festival di Cannes.

## La trilogia di Mick Travis
Conclude la trilogia di film, scritti da David Sherwin, che hanno come protagonista il personaggio immaginario di Mick Travis (interpretato da Malcolm McDowell), alle prese con aspetti surreali della società inglese. Gli altri due titoli sono Se... e O Lucky Man!.

## Trama
Una nuova ala sta per essere aperta al Britannia Hospital e per presenziare alla cerimonia di inaugurazione è previsto l'arrivo della Regina Madre.
Potter, l'amministratore dell'ospedale, deve confrontarsi con i dimostranti che protestano contro un dittatore africano paziente VIP dell'ospedale, con i lavoratori della mensa e con il bizzarro primario della nuova ala, professor Millar. Riesce però a circuire i dimostranti portando il corteo della Regina Madre all'interno dell'ospedale con delle ambulanze.
Mick Travis è un reporter che sta girando un documentario clandestino sulle discutibili pratiche che avvengono all'interno dell'ospedale, in particolare le oscure sperimentazioni di Millar, compresa la morte di un suo paziente, Macready. Mentre all'esterno dell'ospedale esplode il caos, Travis viene ucciso e la sua testa usata per uno strambo esperimento stile Frankenstein che finisce male.
Alla fine i dimostranti riescono a irrompere nell'ospedale e cercano di interrompere la presentazione del progetto Genesis, nella quale Millar afferma di essere riuscito in un esperimento teso a migliorare il genere umano. Davanti a tutti viene disvelato Genesis, che consiste di un cervello collegato a una macchina. Con voce robotica esso pronuncia "che sublime capolavoro è l'uomo" (scena II, atto II dell'Amleto), fino bloccarsi in una ripetizione continua di "simile a un Dio!".

## Distribuzione
Il film fu presentato in anteprima internazionale al Festival di Cannes, vinse la palma speciale per la commedia.
Ebbe un gran successo in Gran Bretagna, fu leggermente ignorato in America.
Nel resto dell'Europa fu amato in Francia e in Italia, la Film2 che
Lo distribuì in Italia lo fece doppiare dai migliori attori.
Tra le voci italiane nei crediti, appare Romolo Valli, ma non ha mai partecipato al film in quanto già morto due anni prima dell'uscita.